# Carlos Humberto Malfa

Bischofswappen von Carlos Humberto Malfa

Carlos Humberto Malfa (* 13. November 1948 in Mar del Plata, Provinz Buenos Aires) ist ein argentinischer Geistlicher und emeritierter römisch-katholischer Bischof von Chascomús.

## Leben
Carlos Humberto Malfa empfing am 28. Dezember 1978 das Sakrament der Priesterweihe.
Am 20. Mai 2000 ernannte ihn Papst Benedikt XVI. zum Bischof von Chascomús. Der Apostolische Nuntius in Argentinien, Erzbischof Santos Abril y Castelló, spendete ihm am 21. Juli desselben Jahres die Bischofsweihe; Mitkonsekratoren waren der Erzbischof von Bahía Blanca, Rómulo García, und der Bischof von Mar del Plata, José María Arancedo. Die Amtseinführung erfolgte am 29. Juli 2000.
Am 9. Januar 2024 nahm Papst Franziskus seinen altersbedingten Rücktritt an.